# Blanca de Namur
Blanca de Namur (Namur, 1318/1320 - Copenhague, 1363). Reina consorte de Suecia de 1336 hasta su muerte y de Noruega entre 1336 y 1355, esposa de Magnus Eriksson.

## Biografía
Era hija del conde de Namur Jean Dampierre y de María de Artois, quien descendía del rey Luis VIII de Francia. Se comprometió con el rey Magnus Eriksson en 1335, y fue coronada al año siguiente como reina de Suecia y de Noruega.
Entre las mujeres más cercanas a Blanca en la corte sueca se encontraba Santa Brígida, quien habría fungido como su consejera espiritual. La cercanía entre la reina y Brígida se reflejó en los apoyos que la pareja real brindó a la religiosa para establecer su orden monástica. Se dice que Santa Brígida acusó al rey Magnus de homosexualidad.
Según las fuentes antiguas, Blanca era poseedora de una gran belleza y un agudo intelecto, pero al mismo tiempo fue odiada por varias personas. Se la ha señalado como presunta responsable de la muerte de su propio hijo Erik Magnusson, a quien habría envenenado. Las relaciones entre Erik y sus padres se habían deteriorado cuando éste decidió levantarse en armas contra el gobierno de su padre en 1356, situación que originó que Magnus y Blanca huyesen constantemente. La reconciliación ocurrió en 1359, y poco después falleció Erik. El rumor del asesinato aparentemente procede del mismo Erik, quien habría acusado a su madre en su lecho de muerte, aunque no se descarta la posibilidad de la peste que asolaba a Suecia como causa del fallecimiento. 
Otro rumor contra Blanca consistió en la supuesta relación sentimental de la reina con el duque Bengt Algotsson, uno de los favoritos del rey Magnus. Probablemente los rumores contra la reina hayan formado parte de la justificación de la conspiración de la nobleza contra el impopular gobierno de Magnus y la decisión de otorgarle el trono a Alberto de Mecklemburgo. 
Blanca viajó a Dinamarca junto con su marido para acudir a las bodas de su hijo Haakon con la princesa Margarita, la hija del rey Valdemar Atterdag. Durante la fiesta, Blanca enfermó repentinamente y falleció de manera rápida, al igual que el príncipe heredero de Dinamarca, Cristóbal. Las teorías apuntan hacia un envenenamiento planeado por el propio Valdemar contra los reyes suecos mediante una bebida, que le costó la vida a su propio hijo. Se dice que el rey Magnus también enfermó, pero fue salvado por su médico.
Blanca fue sepultada en la localidad de Ringsted, en Dinamarca.

## Hijos
De su matrimonio con el rey Magnus Eriksson, Blanca dio a luz a dos hijos varones:
1. Erik (1339-1459); correy de Suecia entre 1356 y 1359.
2. Haakon (1340-1380); rey de Noruega (1355-1380); correy de Suecia (1362-1364).

## "Rida, rida, ranka"
Una canción infantil muy popular en los países nórdicos es Rida, rida, ranka, que aparentemente trata sobre Blanca de Namur. Los padres suelen cantarla a sus hijos pequeños mientras los sientan en sus piernas.
Se ha especulado mucho sobre el origen de la canción. El compositor Zacharias Topelius escribió una variante de la canción y un relato sobre el origen de la misma, donde Blanca la canta para su hijo Haakon. En este relato se basó el pintor Albert Edelfelt para su cuadro La Reina Blanca.
Existe una infinidad de versiones de la canción, aquí una de las más comunes.